# Achaearanea ambera
Achaearanea ambera är en spindelart som beskrevs av Claude Lévi 1963. Achaearanea ambera ingår i släktet Achaearanea och familjen klotspindlar. Inga underarter finns listade i Catalogue of Life.